# Garima Chaudhary
Garima Chaudhary, née le 2 avril 1990 à Meerut, est une judokate indienne.

## Palmarès international en judo
| Jeux sud-asiatiques   | Jeux sud-asiatiques | Jeux sud-asiatiques |
| Année                 | Médaille            | Catégorie           |
| --------------------- | ------------------- | ------------------- |
| 2019                  | or                  | –70 kg              |
| Jeux de la Lusophonie |                     |                     |
| Année                 | Médaille            | Catégorie           |
| 2014                  | argent              | –63 kg              |